# Air Madrid
Air Madrid Líneas Aéreas S.A. was een Spaanse luchtvaartmaatschappij met als basis Madrid. Het bedrijf schortte in december 2006 alle vluchten op.

## Geschiedenis
Luchtvaartmaatschappij Air Madrid is in 2003 opgericht. In mei 2004 vlogen de eerste drie Airbus A330-200-toestellen. De onderneming werd door verschillende Spaanse partijen opgericht waaronder Celuisma (met 20% van de aandelen), Hotus (20%), Herpil (12,5%), Catalonia Hoteles (10%), Quo Viajes (10%), Viajes Eroski (10%).
In december 2004 verkreeg de onroerend goed onderneming Optursa Management 100% van de aandelen in de maatschappij.
Eind 2006 opereerde de prijsvechter met een vloot van negen vliegtuigen en vloog vooral tussen Spanje en Latijns-Amerika. 12 december 2005 dreigde het Spaanse ministerie van Transport de vergunning in te trekken na meer dan normale vertragingen sinds september 2006. Ook wilden geldschieters geen krediet meer verstrekken wegens alle negatieve publiciteit rond de zaak.
Op 15 december 2006 schorste het management van Air Madrid alle vluchten op. Hierdoor strandden meer dan 130,000 passagiers buiten Spanje. Op 16 december 2006 trok het Spaanse ministerie van transport (Ministerio de Fomento) daadwerkelijk de vergunning in.
Air Plus Comet heeft een overeenkomst met de Spaanse overheid gesloten om alle voormalige routes van Air Madrid op Latijns-Amerika over te nemen. Air Plus Comet heeft ongeveer de helft van de werknemers van Air Madrid overgenomen en heeft destijds de meeste gestrande passagiers uit Latijns-Amerika teruggevlogen.

## Bestemmingen
Air Madrid bestemmingen tot 15 december 2006:
- Madrid naar Bogota, Boekarest, Buenos Aires, Cartagena, Fortaleza, Frankfurt am Main, Guayaquil, Lima, Lissabon, London Gatwick, Milaan, Nice, Panama-Stad, Parijs, Rome, Quito, San José, Santa Cruz de Tenerife, Santiago, Tel Aviv en Toluca.

- Barcelona naar Bogota, Boekarest, Buenos Aires, Cartagena, Fortaleza, Guayaquil, Milaan, Nice, Quito, Santa Cruz de Tenerife en Santiago.

## Vloot
De vloot van Air Madrid bestond tot 15 december 2006) uit de volgende vliegtuigen:
- 1 Airbus A310-300
- 2 Airbus A319-132
- 2 Airbus A330-300
- 3 Airbus A330-200
- 1 Airbus A340-300